# Підгорне (Кизилжарський район)
Підго́рне (каз. Подгорное) — село у складі Кизилжарського району Північноказахстанської області Казахстану. Входить до складу Кизилжарського сільського округу.
Населення — 506 осіб (2021; 472 у 2009, 521 у 1999, 576 у 1989).
Національний склад станом на 1989 рік:
- росіяни — 56 %
- казахи — 24 %.